# John Tennant
John David Edward Tennant (ur. 15 grudnia 1986 w Newcastle upon Tyne) – brytyjski polityk i samorządowiec, deputowany do Parlamentu Europejskiego IX kadencji.

## Życiorys
Kształcił się w Gateshead. Był działaczem Partii Niepodległości Zjednoczonego Królestwa. Został radnym dystryktu Hartlepool. Po odejściu z UKIP stanął na czele lokalnej partii Independent Union. W 2019 zaangażował się w działalność polityczną w ramach Brexit Party. W wyborach w tym samym roku z listy tego ugrupowania uzyskał mandat posła do Parlamentu Europejskiego IX kadencji.